# Bernstein & Gershwin
Bernstein & Gershwin - album koncertowy polskiego pianisty Leszka Możdżera. Wydawnictwo ukazało się 19 marca 2010 roku nakładem Polskiego Radia Katowice.
Album dotarł do 33. miejsca polskiej listy przebojów - OLiS.

## Lista utworów
1. Suita "West Side Story" (Leonard Bernstein, opr. Jack Mason)
2. "Błękitna Rapsodia" (George Gershwin)
3. Improwizacja na temat sygnału stacji Polskiego Radia Katowice (Leszek Możdżer)
4. Improwizacja (Leszek Możdżer)
5. Improwizacja na temat Mazurka C –Dur op.24 nr 2 Fryderyka Chopina (Leszek Możdżer)